# Paweł Kołodziński
Paweł Kołodziński (Gdańsk, 7 de enero de 1988) es un deportista polaco que compitió en vela en la clase 49er.
Ganó dos medallas de bronce en el Campeonato Europeo de 49er, en los años 2015 y 2021. Participó en tres Juegos Olímpicos de Verano, entre los años 2012 y 2020, ocupando el octavo lugar en Río de Janeiro 2016.

## Palmarés internacional
| \| Campeonato Europeo \| Campeonato Europeo \| Campeonato Europeo \| Campeonato Europeo \| \| Año \| Lugar \| Medalla \| Clase \| \| ------------------ \| ------------------ \| ------------------ \| ------------------ \| \| 2015 \| Oporto (Portugal) \| Medalla de bronce \| 49er \| \| 2021 \| Salónica (Grecia) \| Medalla de bronce \| 49er \| |                   |                   |       |
| Campeonato Europeo |                   |                   |       |
| Año | Lugar             | Medalla           | Clase |
| 2015 | Oporto (Portugal) | Medalla de bronce | 49er  |
| 2021 | Salónica (Grecia) | Medalla de bronce | 49er  |